# Vendula Bednářová
Vendula Bednářová (Pilsen, 9 de mayo de 1983) es una modelo erótica y actriz checa.

## Biografía
Bednářová ha sido una modelo frente a la cámara desde 2004. Después de completar su entrenamiento en una escuela de hotelería en Pilsen, comenzó una carrera como modelo de desnudos a los veintiún años. Recogió mucha experiencia en las fotografías más diferentes con diferentes fotógrafos en sus primeros dos años y viajó por Europa. Para su trabajo realizado, ella usó parcialmente seudónimos, tales como Vanessa Cooper, Tami o Ambra. A veces participó con otras modelos fotográficas en producciones de la antigua gimnasta neerlandesa convertida en actriz pornográfica Verona van de Leur. 
Trabajó junto con diferentes fotógrafos, como Roman Sluka, Milán Hladil, Michelle Saten, Jana Křenová y Marc Collins.
También ha trabajado como presentadora de noticias para la cadena de noticias Red News.

## Filmografía parcial
- Mistress of Souls (2007)
- Blood Countess 2: The Mayhem Begins (2008)
- Caligula's Spawn (2009)